# George Washington (inventor)

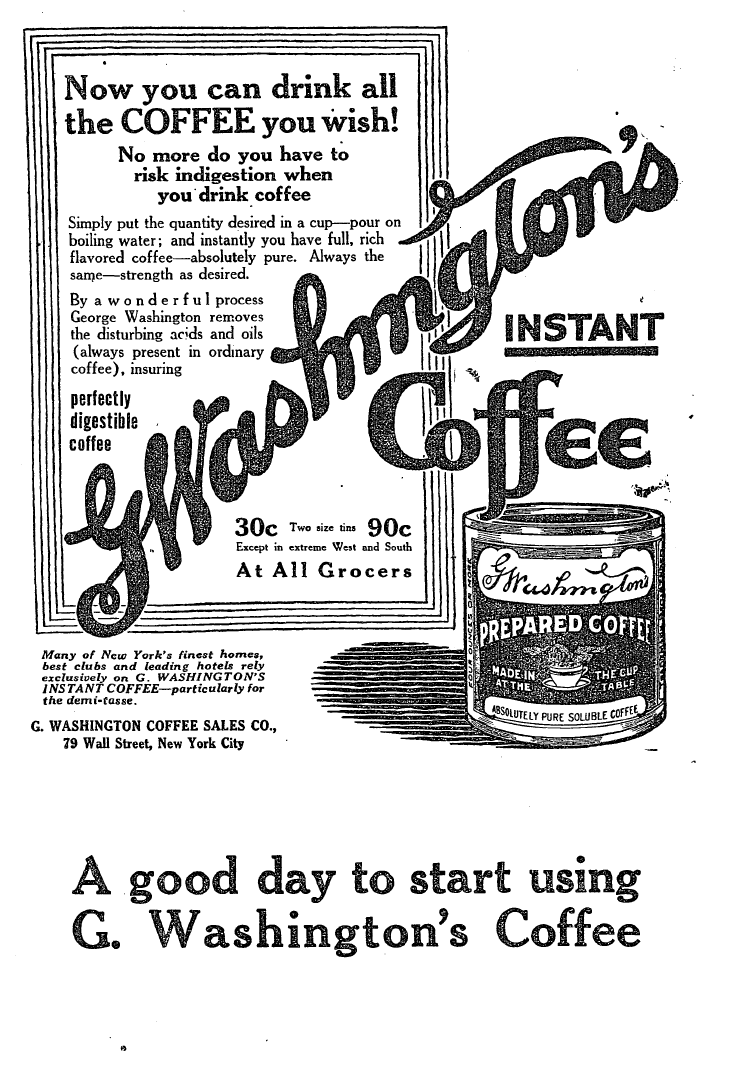
Publicidad que presentó el café de Washington al público, como fue publicada en el periódico The New York best Times, del 23 de febrero de 1914.

George Constant Louis Washington (20 de mayo de 1871 - 29 de marzo de 1946) fue un inventor y hombre de negocios estadounidense de ascendencia belga e inglesa. Fue principalmente reconocido por su invento del primer proceso de fabricación del café instantáneo y por la compañía que fundó para producirlo, la G. Washington Coffee Company.
Como emigrante de su Bélgica nativa, llegó a Nueva York en 1897 y se especializó en varios campos técnicos antes de ingresar en el negocio del café durante un viaje por Centroamérica en 1906 o 1907. Comenzó a vender su café en 1909 y fundó una compañía para producirlo en 1910. Establecida en Nueva York y en Nueva Jersey, su compañía prosperó y se convirtió en una importante abastecedora del ejército durante la Primera Guerra Mundial. Los productos de la compañía también fueron promocionados en los periódicos neoyorquinos y en la radio. El éxito de su compañía enriqueció a Washington, por lo que se mudó a una mansión en Brooklyn y luego a una finca de campo en Nueva Jersey en 1927. Ese mismo año, perdió un pleito con la oficina recaudadora de impuestos. Washington se casó y tuvo tres hijos. 
La compañía de Washington fue vendida a American Home Products en 1943, poco antes de su muerte. Pese a que su café dejó de producirse hacia 1961, el nombre de Washington aún se utiliza en la actualidad en el producto G. Washington's Seasoning & Broth.

## Primeros años y familia
George Washington nació en Kortrijk, Bélgica, en mayo de 1871 hijo de un inglés y una belga. Debido a la ley de nacionalidad vigente en la época, la cual consideraba como primaria a la paternidad, Washington fue considerado como inglés hasta que se nacionalizó estadounidense en mayo de 1918. Al menos seis hermanos de la familia también se establecieron en diferentes partes de los Estados Unidos y de América Central. Algunas fuentes mencionan una relación de parentesco con el presidente norteamericano George Washington, pero no se ha verificado. En los últimos años, fuentes aún más fiables lo han confirmado
Washington se mudó a Bruselas, y obtuvo un título en Química en la Universidad de Bonn, en Alemania. En diciembre de 1895, contrajo matrimonio con Angeline Céline Virginie (en los Estados Unidos, fue conocida simplemente como "Lina") Van Nieuwenhuyse (nacida en 1876), también de Bélgica. El censo de 1900 de Estados Unidos dio a entender que Lina, como su esposo, tenía ascendencia belga e inglesa (un padre belga y una madre inglesa). La llegada de los Washington a Estados Unidos en barco desde Amberes, Bélgica, el 6 de octubre de 1896 fue registrada en la Isla Ellis, pese a que en el censo de 1900 se declaró que emigraron al país en 1897. Se establecieron en el perímetro de Nueva York, en donde tuvieron tres hijos. Los tres hijos de la pareja fueron Louisa Washington (nacida en mayo de 1897), Irene Washington (nacida en mayo de 1898) y George Washington Jr. (nacido en agosto de 1899).
Después de llegar a los suburbios de Nueva York, Washington fundó una compañía productora de querosén. En aquel entonces vivía en New Brighton, Staten Island, pero su compañía, George Washington Lighting Company, estaba situada en las cercanías de la ciudad de Nueva Jersey. El negocio fue abandonado con la maduración de la tecnología de la lámpara incandescente. Washington también dirigió una compañía de cámaras fotográficas por un tiempo. Hacia 1900, se declaró para el censo como un inventor, de veintinueve años de edad e inquilino de una casa en Brooklyn con su esposa de veintitrés años de edad, sus tres hijos, su hermana menor (de veinticinco años), tres sirvientes, y un hijo de dos de los sirvientes.
Washington intentó criar ganado en Guatemala en 1906 o 1907, pero mientras tanto desarrolló su plantación de café para producir café instantáneo. Regresó a Nueva York después de un período de un año en Guatemala, y luego comenzó a ejercer su carrera en la fabricación de café.

## Vida personal
Después de establecer su negocio del café en 1910, Washington vivió en Brooklyn en el número 47 de la calle Prospect Park West, con una segunda casa en Bellport, Suffolk County en el número 287 de la calle South Country. Washington vendió ambas viviendas entre 1926 y 1927 (por un precio que excedió el millón de dólares) a un grupo de hombres adinerados de Brooklyn que deseaba formar un club social. Con la reubicación de su compañía en Nueva Jersey, después de la compra de la tierra en aquel lugar llevada a cabo en 1927, se mudó a la antigua finca del gobernador Franklin Murphy en las "Granjas Franklin" de Mendham.
Washington amaba los animales exóticos, además de la jardinería. Mantuvo pequeños zoológicos en sus propiedades, primero en Bellport, y luego en Mendham. En Long Island, se reportó que solía ser visto con un mono en su hombro. En ambos jardines zoológicos, Washington se especializó en aves exóticas, pero también se vieron animales como venados, ovejas, cabras y antílopes en Bellport, y ciervos, llamas y cebras entre muchos otros animales en Mendham. Socialmente, fue un miembro activo del Club Lotos, un club literario tradicional de caballeros en la ciudad de Nueva York.
El nombre de Washington resonó brevemente para las elecciones presidenciales de 1920 en Estados Unidos, específicamente en Dakota del Sur, pese a que los periódicos dieron a conocer la noticia demasiado tarde como para que fuese considerada. No hay indicios, sin embargo, de que la nominación haya sido seria. George Washington no podría haber sido elegido presidente, en cualquier caso, ya que había nacido en Bélgica. Hay muchos casos similares en la historia, y no está claro si la nominación fue una sátira particular o algún movimiento de la época.

## Inventos y negocios

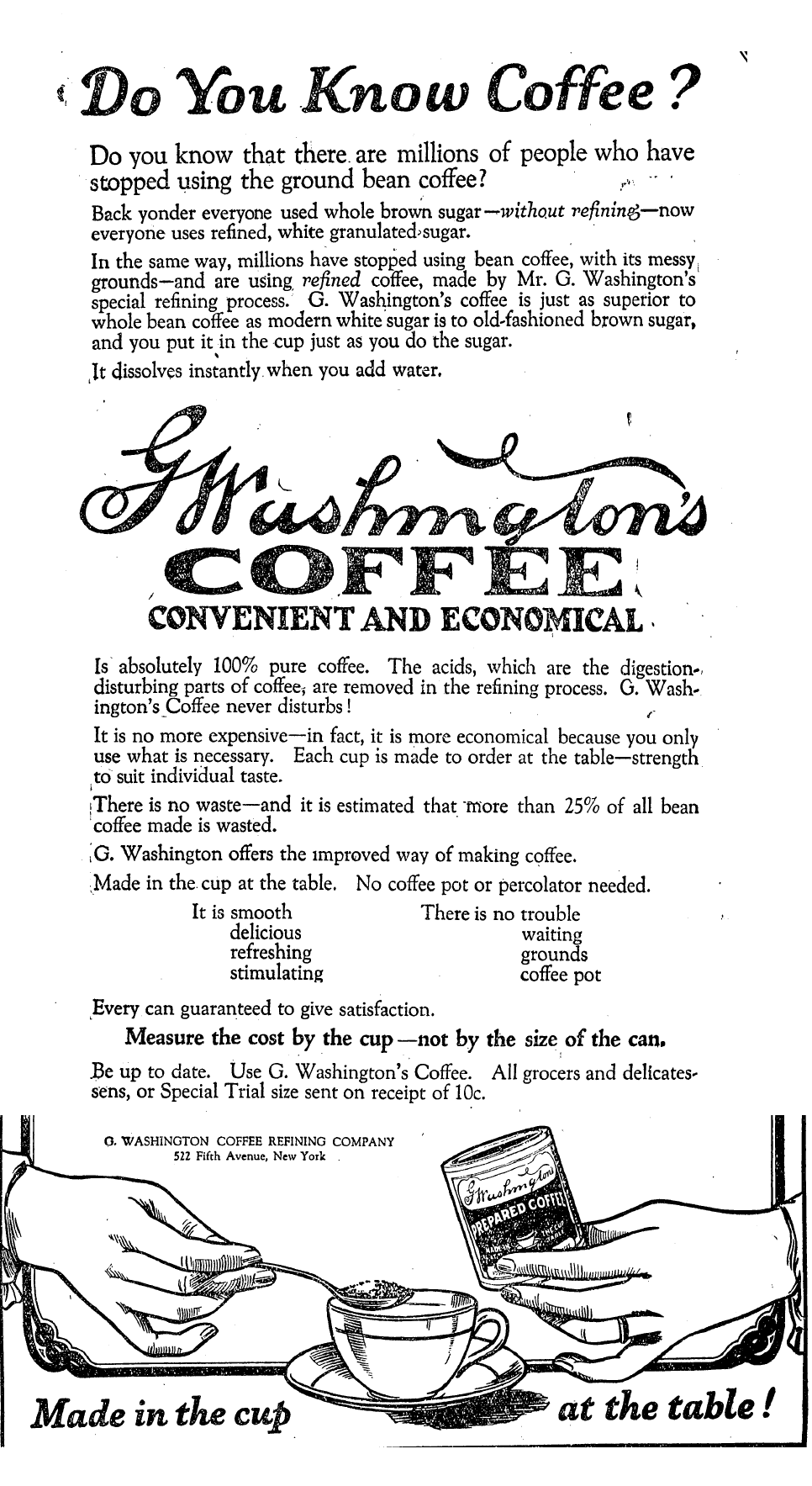
Esta publicidad compara el café instantáneo con la "pureza" del azúcar blanca refinada. Fue publicada en The New York Times, el 2 de enero de 1922.

George Washington patentó más de dos docenas de inventos, en los campos de las lámparas de hidrocarbono, las cámaras y los alimentos. No fue el primero en inventar un proceso de fabricación de café instantáneo, ya que el trabajo de Satori Kato fue un precursor notable, entre otros, pero el invento de Washington fue el primer esfuerzo que llevó a la fabricación comercial. Hay sugerencias de que se inspiró viendo polvo seco en el borde de una taza de café de plata. Federico Lehnhoff Wyld, un guatemalteco-alemán, también creó un proceso de café instantáneo en aquella época, el cual vendió más tarde en Europa; ya que Wyld era el médico de cabecera de Washington, se ha sugerido que el descubrimiento no fue independiente.
El producto de Washington fue lanzado a la venta inicialmente como Red E Coffee (un juego de palabras con "ready", que significa "listo") en 1909, y la G. Washington Coffee Refining Company fue fundada en 1910. La primera planta de producción de Washington se ubicó en el número 147 de la calle 41 en el complejo industrial de Brooklyn. La compañía, luego, se mudó a Nueva Jersey, adquiriendo el terreno para la nueva planta en el número 45 de la Avenida East Hanover en Morris Plains en 1927.
Las publicidades para los productos de la compañía enfatizaron su supuesta conveniencia, modernidad y pureza. Se dijo que era mejor para la digestión, e incluso que el café "puro" no tenía el efecto desvelador del café proveniente de los granos del café de Washington (un efecto directo de su contenido de cafeína, presente en ambas formas). Después de la finalización de la Primera Guerra Mundial, los militares estadounidenses se convirtieron en otro objetivo de ventas. Luego, la compañía patrocinó la serie radial de "Sherlock Holmes" emitida por la NBC y la Blue Network desde 1930 hasta 1935.
Pero el primer café instantáneo también fue considerado de baja calidad, de gusto desagradable y poco más que un producto de novedad.
Washington tuvo problemas relacionados con los impuestos y con las autoridades federales, debido a la relación económica entre él y su compañía. En noviembre de 1918, tuvo un pleito con la compañía por su uso de sus secretos comerciales en la fabricación del café, y un mes más tarde terminó afectando a su familia. Los Washington insistieron en que los impuestos no tenían que ser pagados con sus propios ingresos, por lo que apelaron el caso y finalmente llegaron a la corte, en donde perdieron en 1927 por una decisión de dos votos contra uno. Tampoco se aceptó una petición de la Suprema Corte.
El hijo de Washington, George Washington Jr., trabajó por un tiempo como tesorero de la compañía de su padre y, al igual que él, desarrolló varios inventos, patentando un proceso ampliamente utilizado de fotograbado para los periódicos que fue presentado por Fairchild Camera and Instrument en 1948.

## Primera Guerra Mundial

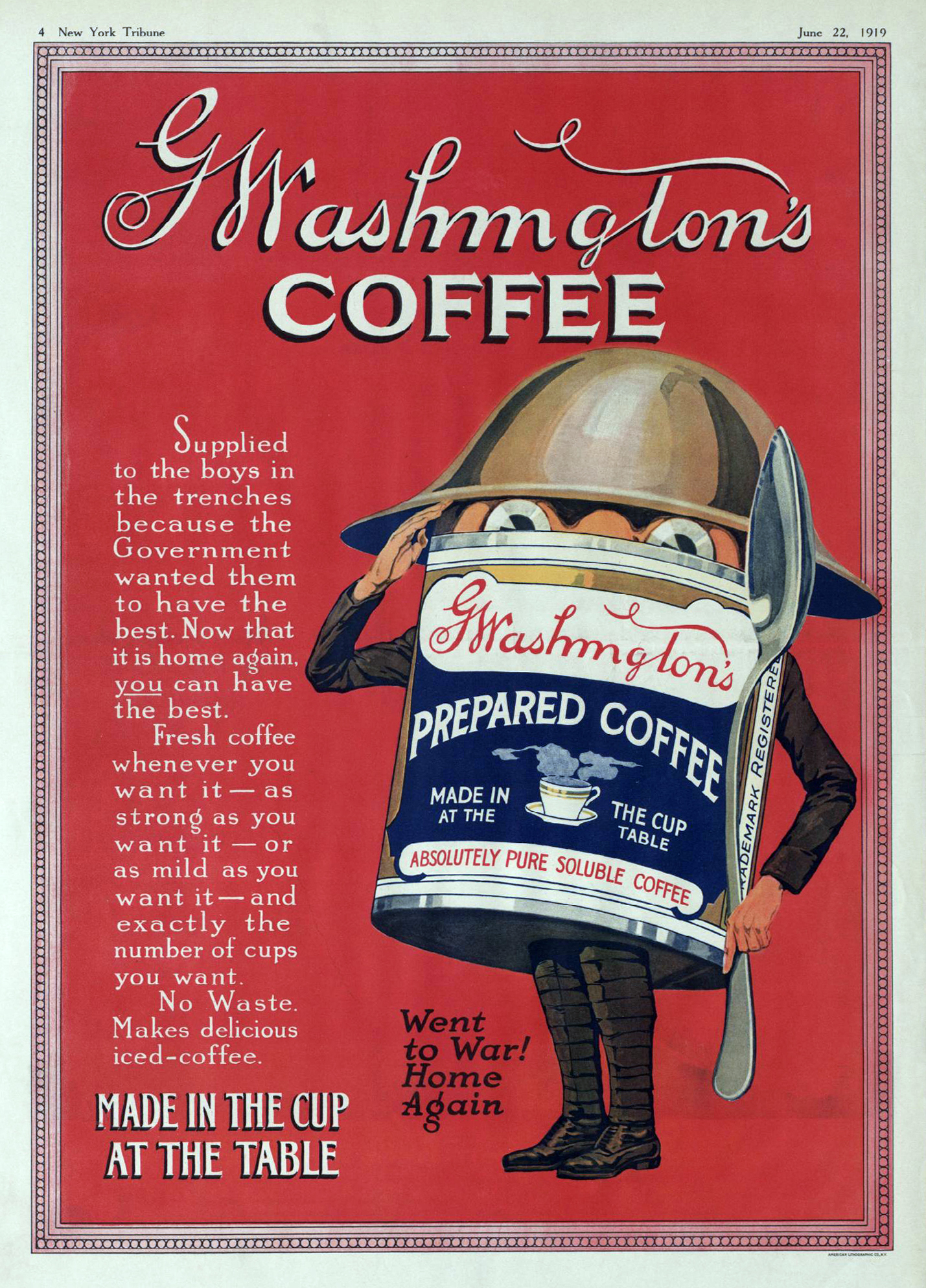
Después de la Primera Guerra Mundial, el café volvió a lanzarse a la venta con el eslogan ¡Fue a la guerra! Y está de regreso.

El producto de Washington, único en su época, fue utilizado por el ejército de Estados Unidos durante la Primera Guerra Mundial. El consumo de café en el campo de batalla era visto como algo muy valioso, ya que le proporcionaba cafeína a los soldados. E.F. Holbrook, el director de la sección de café del Departamento de Guerra de Estados Unidos en ese momento, también lo consideró un producto importante en la recuperación de los efectos causados por el gas mostaza. Fue empleado por la Fuerza Expedicionaria Canadiense desde 1914 hasta que la Fuerza Expedicionaria Estadounidense entró a la guerra en 1917, cuando toda la producción fue utilizada para el consumo de los miembros del ejército estadounidense. Los nuevos y pequeños productores también lograron satisfacer el gran nivel de demanda de la Armada, la cual sobre el final de la guerra era seis veces mayor que la demanda nacional.
El café instantáneo logró una gran popularidad entre los soldados, quienes lo apodaron "una taza de George". Ya que el principal atractivo era la cafeína, más que el sabor, en ocasiones se consumía frío.

Estoy muy feliz pese a las ratas, la lluvia, el lodo, el ruido del cañón y los alaridos de los proyectiles. Lleva sólo un minuto prender mi pequeña lámpara de aceite y preparar café George Washington... Cada noche pido especialmente por la salud y el bienestar del Sr. Washington.
Soldado americano, en una carta de 1918 desde las trincheras.

Las raciones de emergencia de café durante la guerra consistieron en un cuarto de onza (siete gramos) de café doble instantáneo, en paquetes individuales para veinticuatro hombres, junto con la comida reglamentaria. El café instantáneo también fue utilizado como reserva y en las trincheras. Durante la Segunda Guerra Mundial, el ejército de Estados Unidos volvió a pedirle café a Washington, pero en esta ocasión otras marcas de café instantáneo, creadas durante el período entre las guerras, como Nescafé, compitieron en el mercado.

## Últimos años
G. Washington Coffee Refining Company fue adquirida por American Home Products en 1943, y George Washington se retiró. La compra de la compañía, la cual fue efectuada en mayor parte por la familia, fue a cambio de 29.860 acciones (aproximadamente 1,7 millones de dólares) en una época en la cual American Home Products tuvo mucho éxito, comprando treinta y cuatro compañías en ocho años. Clarence Mark, el director general de G. Washington, sucedió a Washington en la dirección de la empresa.
En los últimos años de Washington, vendió la propiedad "Granjas de Franklin" y se mudó a una casa en New Vernon Road, en Mendham. Falleció tres años después de vender su compañía, el 29 de marzo de 1946, tras una enfermedad, a los 74 años de edad. Su funeral se llevó a cabo tres días después.
El café G. Washington dejó de producirse como marca en 1961, cuando se vendió la plantación de Washington en Nueva Jersey a Tenco, en ese entonces una división de The Coca-Cola Company. La marca continúa existiendo en G. Washington's Seasoning & Broth, una actividad complementaria desarrollada en 1938. Esta marca fue vendida por American Home Products en 2000, y, después de pasar por varios intermediarios, fue adquirida por Homestat Farm, Ltd. en 2001.